# Lhadj Belaid
El Haj Belaid (1873 circa – 1945 circa) è stato un poeta e cantante berbero con cittadinanza marocchina.

## Biografia
El Haj Belaid nacque in un piccolo villaggio vicino a Tiznit. Rimasto orfano molto giovane, dovette svolgere diversi lavori per mantenere se stesso e la sua famiglia. Si trasferì a Tazeroualt dove venne introdotto alla poesia e la musica berbera. Acquisì un grande prestigio da parte dei berberi del Marocco in particolare Chleuh.
Fu il primo musicista Chleuh a registrare un album, negli studi Pathé Marconi a Parigi nel 1937.
A 65 anni dalla sua morte è ancora conosciuto, rispettato e ricordato da tutti i berberi del Marocco, soprattutto dai Chleuh.